# Les Històries d'Ensign Stål

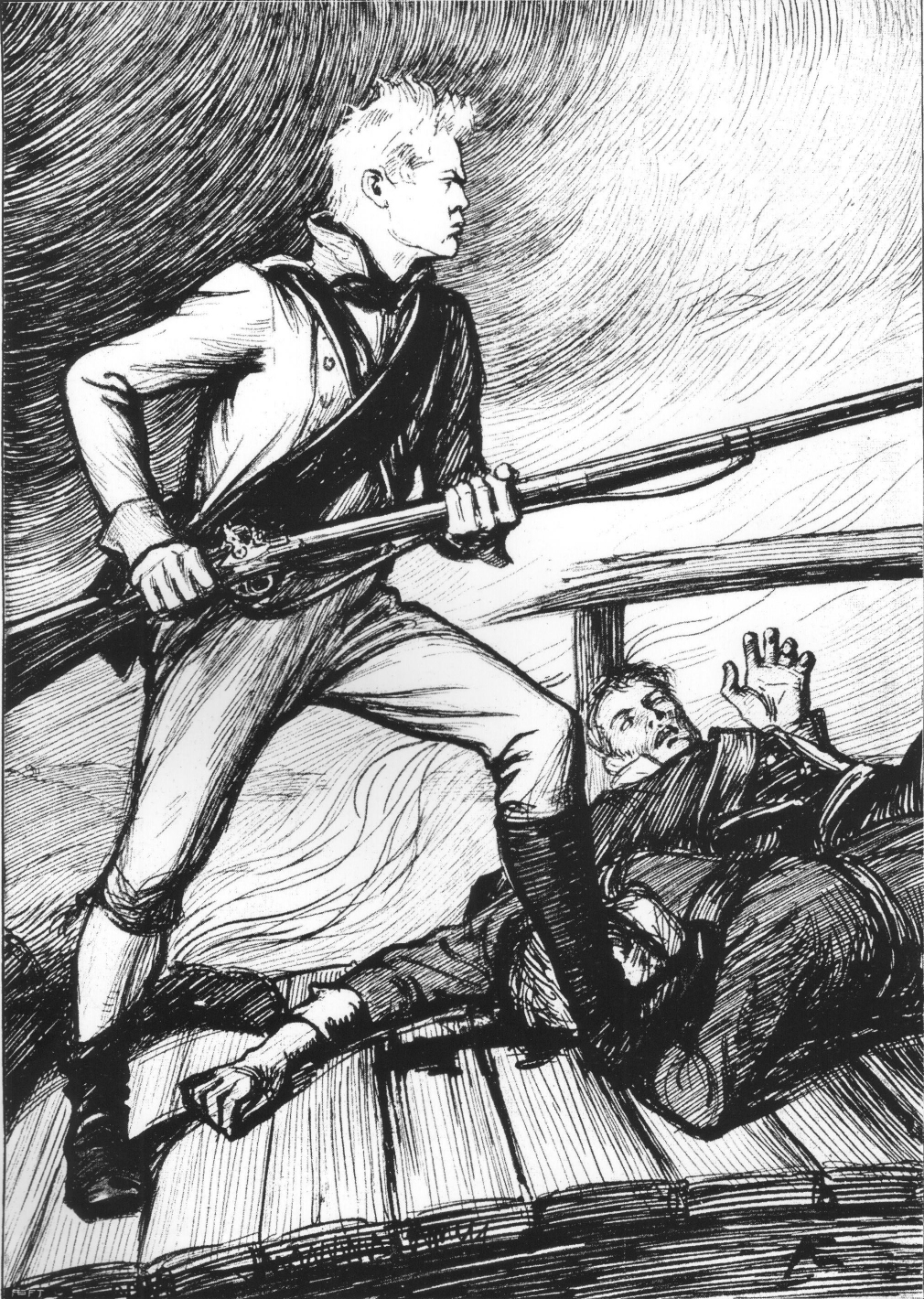
Il·lustració per al poema "Sven Duva"

Les Històries d'Ensign Stål (en suec Fänrik Ståls sägner; en finlandès Vänrikki Stoolin tarinat) o Les Històries de l'Alferes Stål és un poema èpic escrit (en suec) per l'autor sueco-finès Johan Ludvig Runeberg, el poeta nacional de Finlàndia. El poema descriu els esdeveniments de la Guerra de Finlàndia de 1808-1809, en què Suècia va perdre els seus territoris orientals; aquests s'incorporarien a l'Imperi Rus com el Gran Ducat de Finlàndia. Va ser publicat en dues parts en 1848 en 1860. El primer capítol del poema també es va convertir en l'himne nacional de Finlàndia.